# Коронавірусна хвороба 2019 в Азії
Епідемія коронавірусної хвороби 2019 в Азії — це поширення пандемії коронавірусної хвороби 2019 на територію Азії. Саме в Азії, в китайському місті Ухань, 1 грудня 2019 року розпочалась пандемія коронавірусної хвороби, яка швидко поширилась територією Азії. Станом на 9 травня 2023 року принаймні один випадок COVID-19 був зареєстрований у кожній країні Азії, крім Туркменістану.
Азійськими країнами з найбільшою кількістю підтверджених випадків коронавірусної хвороби були Індія, Південна Корея, Туреччина, В'єтнам та Іран. Незважаючи на те, що Азія перша частина світу, що постраждала від спалаху, швидка широкомасштабна реакція деяких азійських держав, зокрема Бутану, Сінгапуру, Тайваню та В'єтнаму дозволила їм порівняно легко пройти паедемію. Китай критикували за те, що він спочатку мінімізував повідмлення про серйозність спалаху, але його широкомасштабна реакція значною мірою стримувала хворобу з березня 2020 року.
Станом на липень 2021 року найбільша кількість смертей зареєстрована в Індії, Індонезії, Ірані та Туреччині, у кожній з цих країн зареєстровано понад 90 тисяч смертей і понад 900 тисяч смертей загалом. Однак кількість померлих в Ірані та Індонезії значно перевищує офіційні дані. На душу населення найвища смертність була непропорційно високою в кількох країнах Західної Азії, причому Грузія мала найвищий показник, за нею йшла Вірменія, і Іран на третьому місці, тоді як Китай мав найнижчий показник смертності.

## Статистика за країнами та територіями
| Країна/територія  | Випадки   | Активні випадки | Смерті  | Одужання    | Посилання            |
| ----------------- | --------- | --------------- | ------- | ----------- | -------------------- |
| КНР               | 99248443  | немає даних     | 120961  | немає даних | [ 18 ] [ 19 ] [ 20 ] |
| Індія             | 44964289  | 33232           | 531642  | 44399415    | [ 18 ] [ 19 ] [ 21 ] |
| Японія            | 33772764  | немає даних     | 74633   | немає даних | [ 18 ] [ 19 ] [ 22 ] |
| Південна Корея    | 31176660  | немає даних     | 34487   | немає даних | [ 18 ] [ 23 ] [ 24 ] |
| Росія             | 22870557  | 192318          | 398463  | 22279776    | [ 18 ] [ 25 ] [ 26 ] |
| Туреччина         | 16829941  | 57717           | 100979  | 16677245    | [ 18 ] [ 19 ] [ 27 ] |
| В'єтнам           | 11565495  | 898268          | 43195   | 10624032    | [ 18 ] [ 28 ]        |
| Тайвань           | 10152881  | немає даних     | 18425   | немає даних | [ 18 ] [ 29 ]        |
| Іран              | 7539698   | 79055           | 144199  | 7316444     | [ 19 ] [ 30 ] [ 31 ] |
| Індонезія         | 6784170   | 17909           | 161404  | 6604857     | [ 18 ] [ 19 ] [ 32 ] |
| Малайзія          | 5079436   | 16842           | 37028   | 5025566     | [ 18 ] [ 19 ] [ 33 ] |
| Таїланд           | 4730490   | 3907            | 33947   | 4692636     | [ 18 ] [ 19 ] [ 34 ] |
| Ізраїль           | 4642530   | 8635            | 11656   | 4622239     | [ 18 ] [ 19 ] [ 35 ] |
| Філіппіни         | 3908295   | 25262           | 62342   | 3820691     | [ 19 ] [ 36 ]        |
| Гонконг           | 2862312   | 271006          | 13203   | 1371169     | [ 18 ] [ 19 ] [ 37 ] |
| Ірак              | 2458509   | 1504            | 25348   | 2431657     | [ 18 ] [ 19 ]        |
| Бангладеш         | 2038250   | 3132            | 29446   | 2005672     | [ 18 ] [ 19 ] [ 38 ] |
| Сінгапур          | 1859937   | 77752           | 1602    | 1782583     | [ 18 ] [ 19 ] [ 39 ] |
| Йорданія          | 1738867   | 2903            | 14114   | 1721850     | [ 18 ] [ 19 ] [ 40 ] |
| Грузія            | 1735682   | 81500           | 16889   | 1637293     | [ 18 ] [ 19 ] [ 41 ] |
| Пакистан          | 1576235   | 590             | 30640   | 1545005     | [ 18 ] [ 19 ] [ 42 ] |
| Казахстан         | 1405498   | 1652            | 13843   | 1390003     | [ 18 ] [ 19 ] [ 43 ] |
| Ліван             | 1212668   | 114435          | 10646   | 1087587     | [ 18 ] [ 19 ] [ 44 ] |
| ОАЕ               | 1063971   | 13009           | 2349    | 1048613     | [ 18 ] [ 19 ] [ 45 ] |
| Непал             | 1003081   | 162             | 12030   | 990888      | [ 18 ] [ 19 ] [ 46 ] |
| Монголія          | 980442    | 4328            | 2179    | 973935      | [ 18 ] [ 19 ]        |
| Саудівська Аравія | 827861    | 2843            | 9570    | 815448      | [ 18 ] [ 19 ] [ 47 ] |
| Азербайджан       | 831511    | 187             | 10254   | 821070      | [ 18 ] [ 19 ] [ 48 ] |
| Бахрейн           | 673996    | 1722            | 1518    | 670756      | [ 18 ] [ 19 ] [ 49 ] |
| Шрі-Ланка         | 670444    | 290             | 16728   | 653426      | [ 18 ] [ 19 ] [ 50 ] |
| Кувейт            | 657745    | 312             | 2563    | 654870      | [ 18 ] [ 19 ] [ 51 ] |
| М'янма            | 634258    | 110             | 19490   | 614658      | [ 18 ] [ 19 ] [ 52 ] |
| Палестина         | 620371    | 8267            | 5402    | 606702      | [ 18 ] [ 19 ]        |
| Кіпр              | 579899    | 5161            | 1173    | 573565      | [ 18 ] [ 19 ] [ 53 ] |
| Катар             | 436820    | 5047            | 682     | 431091      | [ 18 ] [ 19 ] [ 54 ] |
| Вірменія          | 436727    | 4706            | 8662    | 423359      | [ 18 ] [ 19 ] [ 55 ] |
| Оман              | 397846    | 8917            | 4260    | 384669      | [ 18 ] [ 19 ] [ 56 ] |
| Узбекистан        | 243893    | 770             | 1637    | 241876      | [ 18 ] [ 19 ] [ 57 ] |
| Бруней            | 223059    | 3273            | 225     | 219561      | [ 18 ] [ 19 ]        |
| Лаос              | 212083    | немає даних     | 883     | немає даних | [ 18 ] [ 19 ] [ 58 ] |
| Киргизстан        | 205835    | 6438            | 2991    | 196406      | [ 18 ] [ 19 ]        |
| Афганістан        | 196182    | 14458           | 7789    | 174935      | [ 18 ] [ 19 ] [ 59 ] |
| Мальдіви          | 184,924   | 20,929          | 308     | 163,687     | [ 18 ] [ 19 ] [ 60 ] |
| Камбоджа          | 137719    | 73              | 3056    | 134590      | [ 18 ] [ 19 ] [ 61 ] |
| Бутан             | 59614     | 29              | 21      | 59564       | [ 18 ] [ 19 ] [ 62 ] |
| Сирія             | 57166     | 135             | 3163    | 53868       | [ 18 ] [ 19 ]        |
| Східний Тимор     | 23217     | 44              | 138     | 23035       | [ 18 ] [ 19 ] [ 63 ] |
| Таджикистан       | 17388     | 0               | 124     | 17264       | [ 18 ] [ 19 ] [ 64 ] |
| Ємен              | 11932     | 658             | 2155    | 9119        | [ 18 ] [ 19 ]        |
| Макао             | 3520      | 4               | 121     | 3400        | [ 18 ] [ 19 ] [ 65 ] |
| Острів Різдва     | 521       | немає даних     | 0       | 511         | [ 66 ]               |
| Кокосові острови  | 249       | немає даних     | 0       | 248         | [ 66 ]               |
| Загалом           | 201938760 | 5751120         | 1858735 | 194125378   |                      |

## Хронологія за країнами та територіями

### Афганістан
23 лютого 2020 року щонайменше 3 жителі Герата, які нещодавно повернулися з Куму, мали підозру на зараження COVID-19. Зразки крові відправили в Кабул для подальшого дослідження. Пізніше Афганістан закрив свій кордон з Іраном.
24 лютого в Афганістані зареєстровано перший випадок COVID-19 в одного з цих трьох жителів Герата, 35-річного чоловіка, в якого підтвердився позитивний результат на SARS-CoV-2. 7 березня в провінції Герат було підтверджено 3 нових випадки хвороби. 10 березня підтверджено перший випадок, зареєстрований за межами провінції Герат, у провінції Саманган, унаслідок чого загальна кількість випадків зросла до 5.

### Вірменія
Вірменія підтвердила перший випадок коронавірусної хвороби пізно ввечері 29 лютого/рано вранці 1 березня, повідомивши, що в 29-річного громадянина Вірменії, який повернувся з Ірану, підтвердився позитивний результат тестування на коронавірус. Його дружині також провели тестування, результати виявилися негативними. Прем'єр-міністр країни Нікол Пашинян заявив, що він «зараз знаходиться у хорошому стані». Близько 30 осіб, які з ним контактували, були протестовані та мали вирушити на карантин. Раніше Вірменія закрила кордон з Іраном. Станом на 15 березня 2020 року було підтверджено 23 випадки хвороби, понад 300 осіб перебували на карантині. 23 березня було підтверджено 23 випадки хвороби.

### Азербайджан
28 лютого 2020 року в Азербайджані підтвердився перший випадок хвороби в громадянина Росії, який прямував з Ірану. 12 березня від поліорганної недостатності померла жінка, у якої днем раніше був діагностований COVID-19. Це стало першою смертю від коронавірусної хвороби в Азербайджані. 22 березня була підтверджена перша місцева передача вірусу від людини до людини. 31 березня Азербайджан запровадив загальнонаціональний карантин. У приватних будинках і квартирах, місцях постійного чи тимчасового проживання громадяни були зобов'язані перебувати до 20 квітня.

### Бахрейн
Перший випадок в країні був підтверджений 21 лютого 2020 року. Перший випадок хвороби зареєстровано у водія шкільного автобуса, який повернувся з Ірану. У Бахрейні до кінця квітня 2020 року загалом зареєстровано 2009 випадків COVID-19, у тому числі 7 смертей і 1026 одужань. Уряд Бахрейну оприлюднив пакети підтримки в розмірі 4,3 мільярда бахрейнських динарів, які включають звільнення споживачів від сплати рахунків за електроенергію та воду на 3 місяці.

### Бангладеш
Перші 3 випадки COVID-19 в країні були виявлені 7 березня 2020 року, що було офіційно підтверджено 8 березня 2020 року професором доктором Меерджаді Сабріною Флорою, колишнім директором Інституту епідеміології, контролю та дослідження інфекційних захворювань. Двоє з хворих повернулися до Бангладеш з Італії, і один хворий був членом родини одного з перших двох хворих. 18 березня було повідомлено про першу зареєстровану смерть від коронавірусу в країні.
22 березня Бангладеш оголосив про припинення роботи всіх підприємств на 10 днів з 26 березня по 4 квітня для боротьби з поширенням коронавірусу. За кілька днів у Бангладеш повідомили про п'яту смерть від коронавірусної хвороби, хоча за останні 24 години не було зареєстровано жодного нового випадку зараження, оскільки країна призупинила всі внутрішні авіарейси, поїзди та громадський транспорт для боротьби з пандемією. Того ж дня, як повідомила «Dhaka Tribune», Інститут епідеміології, контролю та дослідження інфекційних захворювань підтвердив, що ще одна людина померла від коронавірусної інфекції у Бангладеш, офіційно збільшивши кількість смертей від цієї хвороби в країні до 5. Наступного дня підтверджено ще одну смерть, кількість померлих у країні зросла до 6, а кількість позитивних випадків зросла до 54. Загальнонаціональний карантин було продовжено до 9 квітня, щоб стримати поширення хвороби, однак прем'єр-міністр країни у вівторок заявила, що офіси та промисловість можуть відновити роботу. Міністр охорони здоров'я Захід Малік сказав, що «імпортується ще 300 апаратів штучної вентиляції легень. У приватних лікарнях є близько 700 апаратів штучної вентиляції легень».

### Бутан
6 березня було підтверджено перший випадок хвороби в Бутані в 76-річного американця, який приїхав до країни.

### Бруней
9 березня міністерство охорони здоров'я Брунею підтвердило, що попередній тест на коронавірус дав позитивний результат у 53-річного чоловіка, який 3 березня повернувся з Куала-Лумпура в Малайзії. Хворого перевезли до Національного центру ізоляції в Тутонгу для лікування.

### Камбоджа
27 січня 2020 року в Камбоджі виявили перший випадок COVID-19 у Сіануквілі у 60-річного китайця, який 23 січня прибув до цього прибережного міста з Уханя зі своєю родиною. Трьох інших членів його родини помістили на карантин, оскільки вони не мали симптомів, а хворого помістили в окрему кімнату в лікарні Преа Сіанук. До 10 лютого згідно заяви міністерства охорони здоров'я, після двох тижнів лікування та спостереження, він повністю одужав, та отримав третій негативний тест в Інституті Пастера в Камбоджі. Сім'ю хворого після цього звільнили від карантину, і вони вилетіли назад на батьківщину наступного дня, оскільки 80 громадян Китаю прибули в Сіануквіль тим самим рейсом, що й хворий, більшість з них повернулися до Китаю, хоча місто Ухань на той час залишалося на карантині.

### Китай
Пандемія COVID-19 вперше виникла в Ухані в провінції Хубей у КНР, де вона початково проявилася у вигляді групи таємничих випадків пневмонії. Складне моделювання спалаху свідчить про те, що кількість випадків у материковому Китаї була б у багато разів вищою без таких заходів, як раннє виявлення та ізоляція інфікованих.
Після початкового спалаху Китай обрав стратегію стримування, запровадивши суворі карантинні заходи для запобігання поширенню хвороби. Серед вакцин, які застосовувалися в Китаї, були BBIBP-CorV, WIBP-CorV і «Коронавак». 11 грудня 2021 року повідомлено, що Китай вакцинував проти COVID-19 1,162 мільярда своїх громадян, або 82,5 % загального населення країни. Широкомасштабне впровадження Китаєм нульового COVID-19 здебільшого стримало перші хвилі зараження цією хворобою. Коли розпочались нові хвилі заражень через поширення варіанту Омікрон, Китай був майже єдиною країною, хто дотримувався стратегії нульового зараження COVID-19 для боротьби з поширенням вірусу в 2022 році. У листопаді 2022 року ще продовжували застосовувати локдаун для боротьби з новою хвилею випадків хвороби; однак у містах по всьому Китаю спалахнули протести через суворі карантинні заходи, а в грудні того ж року країна пом'якшила політику нульової толерантності до COVID-19. 20 грудня 2022 року Державна рада Китаю звузила своє визначення того, що вважатиметься смертю від COVID-19, включивши лише дихальну недостатність, що викликало скептицизм експертів у галузі охорони здоров'я щодо загальної кількості смертей згідно з визначенням китайських урядовців у той час, коли лікарні повідомляли про те, що вони переповнені випадками після раптового припинення лікування з нульовим COVID-19.
29 грудня 2022 року США приєдналися до Італії, Японії, Тайваню та Індії, вимагаючи негативних результатів тестів на COVID-19 від усіх осіб, які прибувають з Китаю через новий сплеск випадків. Європейський Союз спочатку відмовився від подібних заходів, заявивши, що варіант BF7 Омікрон вже поширився по Європі, не ставши домінуючим, але змінив свою позицію після екстреної зустрічі дипломатів ЄС 4 січня 2023 року.

### Острів Різдва
8 березня на зовнішній території Австралії острів Різдва повідомили про перший випадок COVID-19.

### Кіпр
9 березня 2020 року на Кіпрі виявлено перші 2 випадки хвороби: один у Нікосії та один у Лімасолі.

### Східний Тимор
20 березня 20 року у Східному Тиморі підтверджено перший випадок COVID-19.

### Грузія
Усі рейси з Китаю та Уханя до міжнародного аеропорту Тбілісі було скасовано до 27 січня. Міністерство охорони здоров'я оголосило, що всі пасажири, які прибувають з Китаю, проходитимуть перевірку. Також Грузія тимчасово скасувала всі авіарейси до Ірану.
26 лютого в Грузії підтвердили перший випадок COVID-19 у 50-річного чоловіка, який повернувся до Грузії з Ірану, та потрапив до інфекційної лікарні Тбілісі. До грузинського кордону він повернувся через Азербайджан на таксі.
28 лютого грузинська влада підтвердила, що в 31-річної жительки Грузії, яка повернулася з Італії, підтвердився позитивний результат тестування на коронавірус, і вона була госпіталізована до інфекційної лікарні в Тбілісі. Ще 29 осіб перебувли в ізоляції в лікарні Тбілісі, а голова Грузинського національного центру контролю за захворюваннями Аміран Гамкрелідзе заявив, що існує «висока ймовірність», що частина з них інфіковані коронавірусом.
5 березня в Грузії 5 осіб отримали позитивний результат тестування на коронавірус, збільшивши загальну кількість інфікованих у країні до 9. Про це заявив голова Національного центру контролю за захворюваннями Грузії Аміран Гамкрелідзе на брифінгу цього дня. За його словами, усі 5 осіб належать до одного кластеру, які разом їздили до Італії та повернулися до Грузії в неділю.
7 березня в Грузії в 3 осіб підтвердився позитивний результат тестування на коронавірус, загальна кількість інфікованих у країні зросла до 12. Голова Національного центру контролю за захворюваннями Грузії Аміран Гамкрелідзе заявив на брифінгу наступного дня, що причин для паніки все ще немає. Одним із інфікованих був син Гамкрелідзе Ніколоз. На своїй сторінці у Facebook Гамкрелідзе-молодший написав, що заразився від колеги, у якої в середу підтвердився позитивний результат на COVID-19. Грузія призупинила пряме авіасполучення з Італією, щоб запобігти поширенню в країні коронавірусу. Коронавірус у Грузії в основному виявили у пасажирів, які нещодавно прибували з Італії.

### Гонконг
Станом на 1 березня Центр охорони здоров'я Гонконгу виявив 100 випадків хвороби (включно з 2 підозрілими випадками, які вже одужали), при цьому 36 хворих одужали та 2 померли. Станом на 2 квітня кількість підтверджених або ймовірних випадків хвороби в Гонконзі зросла до 767 після напливу іноземних студентів, які повернулися, зі всіх випадків 467, або 60,89 % випадків — завізні випадки.

### Індія
Станом на 12 червня 2023 року, згідно з даними уряду Індії, Індія займає друге місце у світі за кількістю підтверджених випадків (після США) з 44991880 зареєстрованими випадками зараження COVID-19 і третє за кількістю смертей від COVID-19 (після США і Бразилії), яка становить 531884 смертей. У жовтні 2021 року за оцінками Всесвітньої організації охорони здоров'я, в Індії зафіксовано 4,7 мільйона смертей, як прямо, так і опосередковано пов'язаних з COVID-19.
Перші випадки COVID-19 в Індії були зареєстровані 30 січня 2020 року в 3 містах штату Керала у 3 індійських студентів-медиків, які повернулися з Уханя, епіцентру пандемії. 23 березня запроваджено локдаун в Кералі, а 25 березня — в решті країни. Рівень інфікування почав падати у вересні 2020 року. Денна кількість випадків досягла свого піку в середині вересня з понад 90 тисяч випадків на день, знизившись до 15 тисяч у січні 2021 року. Друга хвиля, що почалася в березні 2021 року, була набагато важчою, ніж перша, через брак вакцин, лікарняних ліжок, кисневих балонів та іншого медичного обладнання в деяких частинах країни. До кінця квітня Індія стала лідером у світі за кількістю нових і активних випадків. 30 квітня 2021 року вона стала першою країною, яка повідомила про понад 400 тисяч нових випадків за 24 добу. Експерти заявили, що вірус може досягти ендемічної стадії в Індії, а не повністю зникнути; наприкінці серпня 2021 року лікар Сумія Свамінатан сказала, що Індія може перебувати на певній стадії ендемічності, коли країна навчиться жити з коронавірусом.
Індія розпочала свою програму вакцинації 16 січня 2021 року з використанням вакцини AstraZeneca («Ковішелд») і місцевої вакцини «Коваксин». Пізніше для екстреного використання також були схвалені вакцини «Спутник V» і «Moderna». 30 січня 2022 року Індія оголосила, що в країні введено близько 1,7 мільярда доз вакцин, і понад 720 мільйонів осіб були повністю вакциновані.

### Індонезія
Перші випадки COVID-19 в Індонезії було підтверджено 2 березня 2020 року після того, як інструктор танців і її мати дали позитивний результат тестування на коронавірус. Обидві вони заразилися від громадянина Японії.
До 9 квітня 2020 року епідемія поширилася на всі 34 провінції країни. Джакарта, Західна Ява та Центральна Ява були найбільш постраждалими провінціями, на які разом припадало більше половини загальної кількості випадків у країні. 13 липня 2020 року кількість одужань вперше перевищила кількість активних випадків.
Станом на 19 червня 2023 року в Індонезії було зареєстровано 6811201 випадок хвооби, що є другим за величиною показником в Південно-Східній Азії після В'єтнаму. З 161848 смертей Індонезія посідала друге місце в Азії та дев'яте у світі. Однак аналіз даних показав, що кількість смертей може бути набагато вищою, ніж повідомлялося, оскільки хворі, які померли із гострими симптомами COVID-19, але не діагноз не було підтверджено чи не проведено тестування, не були враховані в офіційній кількості померлих.
На червень 2923 року в Індонезії було протестовано 76006946 осіб проти 270-мільйонного населення, або близько 281295 на мільйон осіб. Всесвітня організація охорони здоров'я закликала країну проводити більше тестів, особливо хворих із підозрою на коронавірусну хворобуя.
Замість того, щоб запровадити загальнонаціональний карантин, уряд запровадив «Широкомасштабні соціальні обмеження» (індонез. Pembatasan Sosial Berskala Besar, скорочено PSBB), які згодом було змінено на «Застосування обмежень громадської діяльності» (індонез. Pemberlakuan Pembatasan Kegiatan Masyarakat, скорочено PPKM). 30 грудня 2022 року обмеження було знято для всіх регіонів Індонезії, оскільки загальний імунітет населення перевищив очікування, хоча це не призвело до скасування статусу пандемії.
13 січня 2021 року президент Джоко Відодо був вакцинований у президентському палаці, офіційно розпочавши програму вакцинації в Індонезії. Станом на 5 лютого 2023 року о 18:00 західноіндонезійського часу (UTC+7) 204266655 осіб отримали першу дозу вакцини, а 175131893 особи були повністю вакциновані; 69597474 з них були щеплені бустерною або третьою дозою.

### Іран
Іран повідомив про перші підтверджені випадки зараження SARS-CoV-2 19 лютого 2020 року в Кумі. Пізніше того ж дня міністерство охорони здоров'я та медичної освіти заявило, що обидва хворі померли.
Станом на 21 лютого в країні було підтверджено зараження SARS-CoV-2 у 18 осіб і 4 смерті від COVID-19. 24 лютого, за даними міністерства охорони здоров'я та медичної освіти, в Ірані було зареєстровано 12 смертей від COVID-19 із загальної кількості 64 підтверджених випадків хвороби.
25 лютого у заступника міністра охорони здоров'я Ірану Іраджа Харірчі підтвердився позитивний результат тестування на COVID-19, деякі ознаки хвороби посадовця були помітні під час його прес-конференції. 3 березня офіційна кількість смертей в Ірані зросла до 77, це була друга найбільша кількість смертей за межами Китаю після Італії, яка випередила Іран, хоча були дані, що кількість смертей в Ірані є більшою, близько 1200 смертей. Причиною цього є урядова цензура щодо інформації про поширення хвороби в країні, а також неправильна урядова тактика боротьби з поширенням хвороби. Станом на березень 2020 року Іран мав найбільшу кількість випадків хвороби в Західній Азії, а також був четвертим у світі за кількістю випадків, при цьому Китай, Південна Корея та Італія випереджали Іран.
Кількість смертей в Ірані 26 березня зросла до 2234 осіб, а загальна кількість випадків зросла до 29 тисяч. Громадські зібрання та транспортне сполучення між містами було заборонено, громадські парки закриті.

### Ірак
Перший випадок хвороби в Іраку був підтверджений 22 лютого 2020 року.

### Ізраїль
21 лютого 2020 року в Ізраїлі підтвердили перший випадок COVID-19. 20 березня 2020 року було повідомлено про першу підтверджену смерть в Ізраїлі. Станом на 9 серпня 2020 року в країні загалом було зареєстровано 82324 випадки хвороби, 57071 одужань та 593 смерті.

### Японія
16 січня 2020 року було підтверджено перший випадок хвороби в Японії у 30-річного громадянина Китаю, який раніше їздив до Уханя, 3 січня 2020 року в нього піднялася температура, і 6 січня він повернувся до Японії. Цей хворий був жителем префектури Канаґава. Перше масове зараження було підтверджено на круїзному лайнері, що повертався до Японії, з 713 випадками хвороби та 13 смерті. Круїзне судно вийшло з Йокогами 20 січня 2020 року та заходило в Каґосіму, Гонконг, В'єтнам, Тайвань і Окінаву, перш ніж повернутися в Йокогаму 3 лютого.
Від початку поширення хвороби до лютого 2022 року в Японії було 6 піків зараження та смертності, причому п'ятий був спричинений варіантом Дельта, а шостий — варіантом Омікрон. Станом на лютий 2022 року загальна кількість інфікованих у країні становила близько 4,16 мільйона осіб, а загальна кількість смертей — близько 21 тисячі.
Олімпійські ігри в Токіо 2020 року перенесли з липня 2020 року на липень 2021 року через поширення COVID-19. Приблизно в той самий час, коли почалися Олімпійські ігри, в Японії розпочав поширюватися дельта-варіант, позначивши п'ятий пік зараження COVID-19 аж до моменту завершення Ігор.

### Йорданія
2 березня 2020 року було підтверджено перший випадок в Йорданії. 26 березня в країні було підтверджено 212 випадків інфікування. Усіх порушників нічної комендантської години штрафували на суму до 500 динарів (близько 700 доларів США). Уряд запровадив у місті Ірбід карантин після того, як у місті та районі було зареєстровано 26 випадків хвороби.

### Казахстан
13 березня 2020 року було підтверджено перші 2 випадки хвороби в Казахстані. Станом на 10 червня 2020 року в країні було підтверджено 13319 випадків хвороби, 62 з них померли.

### Кувейт
Перший випадок хвороби в Кувейті був підтверджений 24 лютого 2020 року.
Прем'єр-міністр Кувейту в заяві, опублікованій канцелярією прем'єр-міністра, підкреслив, що Держава Кувейт високо цінує внесок великої індійської громади в країні і продовжуватиме забезпечувати їх безпеку та добробут у нинішній ситуації. Нарендра Моді висловив подяку та вдячність за ці запевнення. У повідомленні також сказано, що обидва голови урядів обговорили внутрішні та міжнародні аспекти триваючої пандемії COVID-19.

### Киргизстан
18 березня 2020 року було підтверджено перші 3 випадки хвороби в Киргизстані. У країні за повідомленням міністра охорони здоров'я Космосбека Чолпонбаєва підтверджено перші 3 випадки зараження коронавірусом. Ці випадки зареєстровані у 3 громадян Киргизстану після прибуття із Саудівської Аравії.

### Лаос
Станом на 23 квітня в Лаосі було 19 підтверджених випадків хвороби.

### Ліван
21 лютого 2020 року в Лівані підтвердився перший випадок COVID-19 у 45-річна жінки, яка прибула з іранського міста Кум, після чого в неї виявили позитивний результат тестування на SARS-CoV-2, її перевели до лікарні в Бейруті. У Лівані до 25 березня було зареєстровано 386 випадків хвороби і 9 смертей, і цього дня було запроваджено карантин до 12 квітня. Життєво необхідні заклади, такі як аптеки та супермаркети, мали закриватися з настанням ночі. Пізніше уряд країни вирішив продовжити комендантську годину до 13 квітня через зростання кількості заражень коронавірусом.

### Макао
Перший випадок хвороби в Макао був підтверджений 22 січня 2020 року. Станом на 9 серпня 2020 року в Макао було підтверджено 46 випадків хвороби, усі хворі одужали.

### Малайзія
24 січня 2020 року 8 громадян Китаю помістили на карантин в готелі в Джохор-Бару після контакту з інфікованою особою в сусідньому Сінгапурі. Незважаючи на перші повідомлення про те, що тести на коронавірус у цих осіб дали негативний результат, 25 січня було підтверджено інфікування 3 із них.
16 лютого 15-й інфікований хворий, це була громадянка Китаю, повністю одужав, ставши 8-м хворим, який вилікувався від коронавірусу в Малайзії. Наступного дня також повідомлено, що перший інфікований малайзієць одужав, ставши 9-м одужанням у країні.
У березні 2020 року в кількох країнах Південно-Східної Азії спостерігалося значне зростання випадків хвороби після заходу, проведеного рухом Джамаат Табліг в мечеті Джамек у Шрі-Петалінгу в Куала-Лумпурі, де, найімовірніше, була інфікована велика кількість осіб. Станом на 17 березня майже дві третини з 673 випадків, підтверджених у Малайзії, були пов'язані з цією подією. Понад 620 осіб, у тому числі з інших країн, які відвідали захід, отримали позитивний результат тестування, що робить його найбільшим відомим центром передачі інфекції в Південно-Східній Азії. У відповідь на швидке поширення випадків уряд запровадив порядок контролю за пересуванням та інші карантинні обмеження з 18 березня 2020 року, що допомогло знизити рівень зараження та смертності.
Кількість активних випадків досягла піку в квітні та повільно зменшилася, що призвело до пом'якшення обмежень пересування та контролю руху протягом наступних кількох місяців. З середини вересня спалах випадків захворювання на COVID-19 у штатах Сабах, Селангор, Негері-Сембілан, Джохор, Пенанг і Кедах призвів до зростання кількості випадків COVID-19 по всій країні. Станом на 18 листопада 2020 року загальна кількість випадків хвороби в Малайзії перевищила позначку в 50 тисяч. Редакційна стаття видання «Sin Chew Daily» пояснює аеликий сплеск випадків тим, що громадськість, підприємства та їхні працівники, включно з трудовими мігрантами, не дотримуються карантинних заходів та соціального дистанціювання під час пом'якшення обмежень щодо контролю за пересуванням протягом 2020 року.
Станом на 24 грудня 2020 року загальна кількість випадків хвороби в Малайзії перевищила позначку в 100 тисяч. Станом на 6 січня 2021 року кількість одужань перевищила 100 тисяч. Того ж дня генеральний директор служби охорони здоров'я повідомив, що в Малайзії було 252 активних кластерів. Наприкінці лютого 2021 року уряд Малайзії запустив дванадцятимісячну програму імунізації, причому прем'єр-міністр Мухіддін Яссін став першою особою, яка отримала вакцину проти COVID-19.
До 22 травня 2021 року загальна кількість випадків хвороби в країні сягнула 500 тисяч і досягла 505 115. Станом на 2 червня 2021 року загальна кількість одужань перевищила позначку в 500 тисяч і досягла 501898. Станом на 4 липня 8 % населення Малайзії (приблизно 2618316 осіб) отримали дві дози вакцинації проти COVID-19.
26 липня загальна кількість випадків хвороби перевищила позначку в один мільйон і досягла 1013438. До 5 серпня кількість померлих досягла позначки в 10 тисяч, і налічувалось 10019 смертей. Станом на 7 серпня загальна кількість одужань досягла позначки в 1 мільйон, на той день у країні налічувалось 1009343 одужань.

### Мальдіви
7 березня було підтверджено перші 2 випадки хвороби на Мальдівах. Станом на 21 липня в країні було 3252 підтверджених випадки хвороби.

### Монголія
10 березня 2020 року було підтверджено перший випадок хвороби в Монголії у 57-річного громадянина Франції, який прибув до країни рейсом Москва-Улан-Батор 2 березня, симптоми хвороби в якого з'явилися 7 березня.

### М'янма
23 березня 2020 року М'янма підтвердила свої перший і другий випадки COVID-19. М'янма повідомила про першу смерть від коронавірусу 31 березня, і як повідомила речниця уряду, першим померлим був 69-річний чоловік, який також хворів на рак, і помер у лікарні в економічній столиці країни Янгон. За даними міністерства охорони здоров'я, він звернувся за медичною допомогою в Австралії, та зупинився в Сінгапурі, повертаючись додому.
Після військового перевороту 1 лютого 2021 року тестування припинилося, а медичні заходи проти COVID-19 у країні серйозно ускладнилися.

### Непал
Студент з Непалу, який повернувся до Катманду з Уханя, 23 січня 2020 року став першим випадком хвороби у країні та Південній Азії. Перший випадок місцевої передачі вірусу було підтверджено 4 квітня, а перша смерть від COVID-19 сталася 14 травня. З 24 березня по 21 липня 2020 року в країні був запроваджений загальнонаціональний карантин. Станом на 26 липня 2022 року в країні було зареєстровано загалом 984475 випадків хвороби, 968802 одужань та 11959 смертей.

### Північна Корея
Північна Корея була однією з перших країн, яка закрила кордони через COVID-19. У лютому 2020 року було обов'язковим носіння масок, а відвідування громадських місць, зокрема ресторанів, було заборонено. Були закриті гірськолижні та інші курорти, скасовані військові паради, марафони та інші масові заходи.
31 березня 2020 року «Asia Times» повідомила, що заходи Північної Кореї проти поширення хвороби здавалися в основному успішними. Представник ВООЗ у Північній Кореї Едвін Сальвадор повідомив, що станом на 2 квітня 709 осіб пройшли тестування, і жодного підтвердженого випадку хвороби не було зареєстровано, а 509 осіб перебували на карантині. 23 квітня американський аналітичний вебсайт «38 North» повідомив, що рання та масштабна відповідь Північної Кореї виявилася успішною для стримування поширення хвороби.
Деякі анонімні звіти стверджували, що Північна Корея була неефективною у стримуванні хвороби, і що був виданий наказ «виявляти і стріляти», щоб приховати випадки, про які повідомляють по всій країні. Також поширювалися чутки, що перші випадки були зареєстровані в 3 заражених солдатів, яких застрелили.
8 травня 2022 року зразки, зібрані у групи осіб, у яких була гарячка, дали позитивний результат на варіант Омікрон.
12 травня 2022 року Північна Корея підтвердила перший офіційний спалах COVID-19 у країні, і запровадила загальнонаціональний карантин.

### Оман
24 лютого 2020 року було підтверджено перші 2 випадки хвороби в Омані. Станом на 22 липня 2020 року в країні було загалом 69887 випадків хвороби, 46608 одужань і 337 смертей.

### Пакистан
26 лютого 2020 року Пакистан повідомив про перші 2 випадки COVID-19 у країні. На початок вересня 2020 року Пакистан посідав 10-е місце за кількістю підтверджених випадків хвороби в Азії.

### Палестина
Перші 7 випадків хвороби були підтверджені на території Палестинської національної адміністрації 5 березня 2020 року.

### Філіппіни
Станом на 3 серпня 2023 року на Філіппінах було зареєстровано 4172920 випадків хвороби, що призвело до 66592 зареєстрованих смертей, що є п'ятим показником у Південно-Східній Азії після В'єтнаму, Індонезії, Малайзії та Таїланду. Перший випадок на Філіппінах був виявлений 30 січня 2020 року в 38-річної китаянки, яка була госпіталізована в лікарню Сан-Лазаро в Манілі.1 лютого 2020 року посмертний результат тесту 44-річного китайця виявився позитивним на коронавірус, завдяки чому Філіппіни стали першою країною за межами Китаю, де зафіксовано підтверджену смерть від цієї хвороби.
Після того, як більше місяця в країні не було зареєстровано жодного випадку хвороби, 7 березня 2020 року Філіппіни підтвердили свою першу місцеву передачу коронавірусу. надалі хвороба поширилась на всі 81 провінції країни. З 15 березня 2020 року державні та місцеві органи влади запроваджують карантин у громадах як засіб обмеження поширення хвороби. До них відноситься загальнолусонський посилений загальний карантин, який було запроваджено в березні–травні 2020 року. 24 березня президент Родріго Дутерте підписав спеціальний закон, який надав йому додаткові повноваження щодо боротьби з пандемією. Ці повноваження було скасовано новим законом, який президент підписав 11 вересня.
На Філіппінах робили дещо менше тестувань, ніж у сусідніх країнах Південно-Східної Азії протягом перших місяців пандемії в країні. Тести на COVID-19 довелося здавати в Австралії, оскільки на Філіппінах не вистачало наборів для тестування. Наприкінці січня 2020 року Науково-дослідний інститут тропічної медицини у Мунтінлупі в столичній області розпочав проведення тестувань, та став першою в країні дослідницькою лабораторією. Від того часу міністерство охорони здоров'я акредитувало 279 лабораторій, здатних виявляти вірус SARS-CoV-2. Станом на 10 вересня 2021 року 277 із них провели 19742325 тестів у 18551810 унікальних осіб.
Кількість випадків COVID-19 по всій країні почала знижуватися в лютому 2022 року, і до травня 2022 року міністерство охорони здоров'я зазначало, що країна за класифікацією відносилась до групи «випадків мінімального ризику» із середнім показником лише 159 випадків на день, зареєстрованих із 3 до 9 травня. Станом на початок червня 2022 року 69,4 мільйона філіппінців були повністю вакциновані, а 14,3 мільйона осіб отримали ревакцинацію. У серпні 2022 року вперше за 2 роки філіппінські державні школи знову відкрилися для очного навчання. Станом на 23 лютого 2023 року загалом було введено 170545638 доз вакцини.
22 липня 2023 року президент Бонгбонг Маркос скасував пандемію COVID-19 як надзвичайний стан у сфері охорони здоров'я.

### Катар
Перший випадок хвороби в Катарі було виявлено 29 лютого 2020 року в особи, яка повернулася з Ірану. Перша смерть у Катарі була зареєстрована 28 березня 2020 року, це був 57-річний громадянин Бангладеш, який мав хронічне захворювання.

### Росія
Росія запровадила ранні профілактичні заходи для стримування поширення COVID-19 у країні шляхом запровадження карантину, проведення рейдів для виявлення потенційних носіїв вірусу, та використання сучасних технологій розпізнавання облич для введення карантинних заходів. 31 січня Росія підтвердила перші 2 випадки в своїй азійській частині, один у Тюменській області, та інший у Забайкальському краї. Обидва були громадянами Китаю, які вже одужали. Станом на 17 квітня перший випадок було підтверджено в Республіці Алтай, після чого у всіх 27 суб'єктах азійської частини Росії були підтверджені випадки хвороби.

### Саудівська Аравія
27 лютого 2020 року Саудівська Аравія оголосила про тимчасове призупинення в'їзду для осіб, які бажають здійснити паломництво в Мекку або відвідати Мечеть пророка в Медині, а також туристів. Це правило також було поширено на відвідувачів, які прибувають з країн, де коронавірусна хвороба набула широкого поширення.
28 лютого 2020 року міністр закордонних справ Саудівської Аравії оголосив про тимчасове призупинення в'їзду громадян країн Ради співробітництва арабських держав Перської затоки до Мекки та Медини. Громадяни країн Ради співробітництва, які перебували в Саудівській Аравії більше 14 днів безперервно і не мали жодних симптомів COVID-19, будуть виключені з цього правила.
Перший випадок хвороби в Саудівській Аравії підтверджено 2 березня в громадянина Саудівської Аравії, який повернувся з Ірану через Бахрейн.
19 березня 2020 року Саудівська Аравія призупинила проведення щоденних і щотижневих молитов у п'ятницю всередині та поза стінами двох мечетей у Мецці та Медині для сповільнення поширення коронавірусу. Станом на четвер у Саудівській Аравії було зареєстровано 334 підтверджені випадки хвороби, 8 хворих з них одужали. Смертельних випадків не було зареєстровано.
У п'ятницю, 20 березня, Саудівська Аравія повідомила, що збирається призупинити всі внутрішні транспортні рейси, автобуси, таксі та потяги на 14 днів на тлі пандемії COVID-19.
На віртуальній зустрічі G20 під головуванням короля Салмана 25 березня було прийнято колективні зобов'язання влити 4,8 трильйона доларів у світову економіку для протидії соціальним і фінансовим наслідкам пандемії.
26 березня влада країни оголосила про запровадження повного локдауну в Ер-Ріяді, Мекці та Медіні, а також загальнонаціональної комендантської години. На той день було зареєстровано 1012 випадків хвороби і 4 смерті.

### Сінгапур
Перший випадок хвороби в Сінгапурі було підтверджено 23 січня 2020 року. Перші випадки були в основному завезеними, поки в лютому та березні не розпочалася місцева передача вірусу. Наприкінці березня та в квітні кластери COVID-19 були виявлені в кількох гуртожитках для трудових мігрантів, що незабаром сприяло появі переважній частці нових випадків хвороби в країні.
Щоб зупинити хвилю заражень, із 7 квітня по 1 червня 2020 року було введено суворі карантинні заходи, названі «пожежною перервою», після закінчення яких обмеження поступово скасовувалися, коли дозволяли умови. Розпочалась кампанію масової вакцинації, яка успішно досягла дуже високого рівня охоплення щепленнями: станом на червень 2022 року понад 96 % населення, яке має на це право, завершили процес вакцинації. Запроваджено низку заходів, проведено масове тестування населення на коронавірус та ізоляцію інфікованих. Запроваджено програми відстеження контактів «SafeEntry» та «TraceTogether» для ідентифікації та карантинізації контакти позитивних випадків.
Останні показники випадків COVID-19 були датовані 4 червня 2023 року, коли загалом з початку епідемії було 2481404 випадків хвороби, 2456295 одужань і 1727 смертей з рівнем смертності 0,08 %, одним із найнижчих у світі. Сінгапур запровадив заходи, які вважалися однією з найбільших у світі та найкраще організованих програм контролю епідемій.

### Південна Корея
Перший підтверджений випадок хвороби в Південній Кореї було зареєстровано 20 січня 2020 року. Кількість підтверджених випадків, згідно з даними Центри з контролю та профілактики захворювань Кореї (KCDC), зросла 19 лютого на 20, а 20 лютого на 58, та загалом зросла на 21 лютого 2020 року до 346 підтверджених випадків, раптовий стрибок здебільшого пов'язаний з «пацієнтом № 31», який відвідав зібрання в церкві Сінчхондзі Ісуса Храму Скинії Свідчення в Тегу. Станом на 20 лютого 2020 року кількість підтверджених випадків у Південній Кореї була третьою за величиною після Китаю та заражень на Diamond Princess. До 24 лютого кількість підтверджених випадків у Південній Кореї була другою за величиною; станом на 14 березня 2020 року ця кількість була четвертим за величиною. Причиною великої кількості підтверджених випадків були велика кількість проведених тестів. У Південній Кореї більше 66650 осіб пройшли тестування протягом тижня після першого випадку місцевої передачі вірусу, і Південна Корея швидко змогла тестувати по 10 тисяч людей на день.

### Шрі-Ланка
Перший випадок хвороби на Шрі-Ланці було підтверджено 27 січня 2020 року. Станом на 13 травня 2021 року в країні було зареєстровано 135796 випадків хвороби із 892 смертями. Станом на 10 жовтня 2020 року влада Шрі-Ланки розшукала 1430864 особи, які контактували з виявленими хворими, та встановили для таких осіб самоізоляцію. Станом на 5 травня 2021 року в країні проведено 3 мільйони ПЛР-тестів.

### Сирія
Сирія вважалася особливо вразливою до пандемії через триваючу громадянську війну та жахливу гуманітарну ситуацію, що спричинило занепокоєння після низки випадків, виявлених у сусідніх Іраку, Лівані та Йорданії, та краху системи охорони здоров'я внаслідок громадянської війни. Уряд Іракського Курдистану у рідкісній співпраці із владою Сирії 2 березня розпорядився повністю закрити сирійсько-іракський кордон, щоб зупинити поширення хвороби.
Перший випадок хвороби в Сирії був підтверджений 22 березня 2020 року.

### Тайвань
Пандемія мала менший вплив на Тайвань, ніж у більшості інших промислово розвинутих країн, із загалом 11 смертей із 23 мільйонів населення станом на 11 квітня 2021 року, що становить 0,042 смерті на 100 тисяч осіб. Максимальна кількість активних випадків зареєстрована 6 квітня 2020 року — 307 випадків. Із загальної кількості приблизно 1000 випадків лише 77 (разом з одним додатковим випадком невідомого походження) були інфіковані безпосередньо на Тайвані завдяки суворому прикордонному контролю та карантинним заходам щодо прибулих мандрівників і ретельному відстеженню контактів усіх підтверджених випадків, що дозволило мінімізувати порушення діяльності суспільства, освіти та промисловості. На Тайвані карантин не запроваджувався. Усі інші випадки були завезені з-за кордону.

### Таджикистан
30 квітня 2020 року в Таджикистані були зареєстровані перші 15 випадків COVID-19.

### Таїланд
13 січня 2020 року в Таїланді був зареєстрований перший випадок хвороби, який також був першим за межами Китаю. 1 березня було повідомлено про першу підтверджену смерть у Таїланді. Станом на 19 липня в країні було загалом 3246 випадків хвороби, з них 58 померли та 3096 одужали.

### Туреччина
Перший випадок хвороби в Туреччині був зареєстрований 11 березня 2020 року, коли мешканець країни повернувся додому з поїздки до Європи. Перша смерть від COVID-19 в країні сталася 15 березня 2020 року. Туреччина виділялася з-поміж решти Європи тим, що не запроваджувала законодавчо локдаун до квітня 2021 року, коли країна запровадила свої перші загальнонаціональні обмеження. Уряд залишав відкритими багато підприємств, і дозволяв компаніям встановлювати власні правила для працівників.
Турецька система охорони здоров'я має найбільшу кількість ліжок інтенсивної терапії у світі — 46,5 ліжок на 100 тисяч осіб (порівняно з 9,6 у Греції, 11,6 у Франції та 12,6 в Італії). Станом на 3 травня 2021 року спостережуваний рівень смертності в Туреччині становив 0,84 %, що є 148-мим показником у світі. Цьому низькому рівню смертності знайшли різні пояснення, зокрема відносна рідкість будинків пристарілих, сприятливі демографічні показники, довготривала практика відстеження контактів, велика кількість відділень інтенсивної терапії, загальнодоступне медичне обслуговування, та карантинний режим, що призвело до більшої частки випадків хвороби серед дорослих працездатного віку. Але згідно з академічним дослідженням The International Journal of Health Planning and Management від серпня 2020 року, уряд Туреччини занижував статистичні дані щодо COVID-19.
30 вересня 2020 року міністр охорони здоров'я Туреччини Фахреттін Коджа визнав, що з 29 липня зареєстрована кількість випадків була обмежена випадками з вираженими симптомами хвороби, які вимагали моніторингу, згідно з порадою Турецької медичної асоціації. Ця практика припинилася 25 листопада, коли міністерство почало повідомляти про безсимптомні випадки та випадки з помірними симптомами поряд із випадками з вираженими симптомами.

### Об'єднані Арабські Емірати
Перший випадок хвороби в Об'єднаних Арабських Еміратах було підтверджено 29 січня 2020 року. ОАЕ стали першою країною на Близькому Сході, яка повідомила про підтверджений випадок хвороби.
Першу смерть від COVID-19 в країні була зареєстрована 20 березня 2020 року.

### Узбекистан
15 березня 2020 року було підтверджено перший випадок хвороби в Узбекистані.

### В'єтнам
Перші два підтверджених випадки хвороби у В'єтнамі були госпіталізовані до лікарні Чо Рей у Хошиміні 23 січня 2020 року: 66-річний китаєць приїхав з Уханя до Ханоя, щоб відвідати свого сина; і його син, який, ймовірно, заразився від свого батька, коли вони зустрілися в Нячанзі.
21 березня В'єтнам призупинив в'їзд для всіх іноземців з опівночі 22 березня та посилив концентровану ізоляцію на 14 днів у всіх випадках в'їзду для в'єтнамських громадян. З 1 квітня В'єтнам запровадив загальнонаціональний карантин на 15 днів.

### Ємен
Перший випадок хвороби в Ємені був зареєстрований 10 квітня 2020 року в Хадрамауті. Виникли побоювання, що країна буде надзвичайно вразливою до спалаху хвороби, враховуючи жахливу гуманітарну ситуацію через громадянську війну, що посилюється голодом, спалахами холери та військовою блокадою Саудівською Аравією та союзників.

## Профілактика в інших країнах і територіях

### Туркменістан
Станом на травень 2020 року в Туркменістані не було підтверджених випадків COVID-19. Уряд заборонив використання слова «коронавірус» для контролю інформації про вірус, і експерти підозрюють, що хвороба може поширюватися в країні без офіційного визнання.
Туркменістан, як відомо, є непрозорою державою, цілеспрямовано ізольованою авторитарним режимом на чолі з колишнім президентом Гурбангули Бердимухамедовим, який також називають тоталітарним. Незалежних засобів масової інформації в країні практично немає, тому повідомляти про поточну ситуацію в країні важко через неможливість доступу та підтвердження достовірної інформації.

## Додаткові джерела
- Agarwal, Sumit, et al. eds. Impact of COVID-19 on Asian Economies and Policy Responses (2021) (уривок) (англ.)
- M. Mofijur et al. «Impact of COVID-19 on the social, economic, environmental and energy domains: Lessons learnt from a global pandemic» Sustainable Production and Consumption (2020), doi: Impact of COVID-19 on the social, economic, environmental and energy domains: Lessons learnt from a global pandemic (англ.)